# Пратільйоне
Пратільйоне (італ. Pratiglione, п'єм. Prajon) — муніципалітет в Італії, у регіоні П'ємонт,  метрополійне місто Турин.
Пратільйоне розташоване на відстані близько 550 км на північний захід від Рима, 33 км на північ від Турина.
Населення — 555 осіб (2014).
Щорічний фестиваль відбувається 6 грудня. Покровитель — святий Миколай.

## Демографія
Населення за роками:

Станом на 1 січня 2023 року в муніципалітеті офіційно проживали 52 іноземці з 7 країн, серед них 41 громадянин країн Євросоюзу.

## Сусідні муніципалітети
- Каніскьо
- Коріо
- Форно-Канавезе
- Праскорсано
- Ривара
- Спароне
- Вальперга